# Передовая (Краснодарский край)
Передова́я — станица в Отрадненском районе Краснодарского края.
Административный центр Передовского сельского поселения.

## География
Самая южная станица региона. Расположена в предгорной зоне, на реке Уруп, на пойме её правого берега, в 34 км к югу от районного центра — станицы Отрадной, в 10 км от станицы Удобной и 7 км от хутора Ильич. Склоны реки сложены мощным слоем известняка палеозойской и мезозойской эры, а пойма — песчаником, гравием и глиной.

## История
Станица основана в 1858 году. Для её создания 20 марта 1858 года был образован 2-й Урупский конный полк 3-й Бригады Кавказского Линейного Казачьего Войска. Первым командиром 14 мая 1858 года был назначен войсковой старшина Стефан Александрович Венеровский. Входила в Баталпашинский отдел Кубанской области.

## Население
| 1897  | 1913  | 1915  | 1939  | 1959  | 2002  | 2010  |
| ----- | ----- | ----- | ----- | ----- | ----- | ----- |
| 4889  | ↗7581 | ↗7799 | ↘5880 | ↗5974 | ↘4150 | ↘3922 |
| 2021  |       |       |       |       |       |       |
| ↗4102 |       |       |       |       |       |       |

Большинство население — русские (97,2 % в 2002 году).